# 莱茵集团
莱茵集团（RWE AG，1990年及以前名为Rheinisch-Westfälisches Elektrizitätswerk AG)是一家德国的供应电力及天然气的公司。是德国的第二大电力供应商。
2014年3月21日莱茵集团以51億歐元（69億美元）出售石油和天然氣業務子公司RWE Dea給俄羅斯阿爾法集團旗下投資公司LetterOne。